# Ivan Cella
Ivan (Giovanni) Cella (Cres, 1840. – Pula, 1908.),  hrvatski graditelj orgulja koji je djelovao na Cresu. Stilski je djelovao pod utjecajem talijanskih graditelja, s naglaskom na mletačke.
Popravio je orgulje u Šibeniku i krčkoj katedrali, obnovio orgulje u Lovrečici, intervenirao na orguljama u crkvi sv. Nikole i vjerojatno je napravio neke zahvate u crkvi sv. Križa u Šibeniku.